# Bản Máy
Bản Máy là một xã thuộc tỉnh Tuyên Quang, Việt Nam.

## Địa lý
Xã Bản Máy nằm ở phía tây huyện Hoàng Su Phì, có vị trí địa lý:
- Phía đông giáp Trung Quốc và các xã Thàng Tín, Chiến Phố
- Phía tây và bắc giáp Trung Quốc
- Phía nam giáp huyện Xín Mần và xã Bản Phùng.

Xã Bản Máy có diện tích 30,84 km², dân số năm 2019 là 2.362 người, mật độ dân số đạt 77 người/km².
Xã Bản Máy là một xã vùng cao biên giới tiếp giáp với Trung Quốc có tổng chiều dài đường biên là 19,16 km.

## Hành chính
Xã Bản Máy được chia thành 4 thôn, bản: Bản Pắng, Bản Máy, Lũng Cẩu, Tà Chải.

## Lịch sử
Trước năm 1945, xã Bản Máy bao gồm các vùng đất thuộc tổng xã Man Mây của huyện Hoàng Su Phì.
Ngày 30 tháng 4 năm 1962, tổng xã Man Mây được tách thành 5 xã gồm: Bản Máy, Bản Phùng, Bản Pắng, Nàn Xỉn, Thàng Tín thuộc huyện Hoàng Su Phì.
Ngày 1 tháng 4 năm 1965, Hội đồng Chính phủ ban hành Quyết định số 49-CP về việc thành lập huyện Xí Mần trên cơ sở điều chỉnh xã Bản Máy thuộc huyện Hoàng Su Phì về huyện Xí Mần quản lý.
Ngày 14 tháng 5 năm 1981, Hội đồng Chính phủ ban hành Quyết định 185/1981/QĐ-CP về việc sáp nhập các xã Bản Pắng, Bản Phùng thành xã Bản Máy.
Ngày 18 tháng 11 năm 1983, Hội đồng Bộ trưởng ban hành Quyết định 136-HĐBT về việc điều chỉnh toàn bộ xã Bản Máy thuộc huyện Xín Mần về huyện Hoàng Xu Phì quản lý.